# Дрекавац
Дрекавац је биће из митологије Јужних Словена, које је нарочито заступљено у митологији Срба. Вјеровање о постојању овог митолошког бића је раширено међу становницима у Србији (од Шумадије до Косова), Босни и Херцеговини, Хрватској, Црној Гори и Северној Македонији.

## Етимологија назива
Назив овог митолошког бића долази од глагола дречати. Ријеч дрекавац се у неким крајевима користи као синоним везан за сове из породице Strigidae. У неким крајевима се могу пронаћи и други називи за дрекавца, као што су: дрек, дрекало, ждракавац, ждрекавац, здрекавац, зрикавац, крекавац и цвиљек.

## Опис дрекавца

### У митологији и народним предањима
У митологији и народним предањима постоји неколико различитих описа дрекавца који варирају од краја до краја:
- По једном народном вјеровању дрекавац је описан као биће слично вампиру.[2] Он је материјална манифестација душе умрлог човјека (по неким причама младића) који не може да нађе свој мир након смрти, па излази ноћу из свог гроба и прогања и плаши људе. Такође се у неким крајевима вјерује како душе утопљеника, објешених људи или особа које су починиле самоубиство могу постати дрекавци, као и особе које нису сахрањене по правилима традиције;
  - У околини Маглаја се сматрало да су дрекавци (тј. дрекови, како их овдје називају) душе погинулих војника који немају мира на овом свијету због почињених гријеха и зато ноћу лутају од гробља до гробља плашећи људе својом дреком. Ови створови имају облик вратила на разбоју;[1]
  - У околини Козарске Дубице се сматрало да је дрекавац повампирени покојник који ноћу излази из свог гроба, свијетли у мраку и да за собом вуче бјели огртач или покров у ком је сахрањен.[1][8] Овај опис дрекавца је веома сличан опису авети;
- По другим предањима дрекавац је материјална манифестација душе умрлог, некрштеног дјетета које не може да нађе свој мир након смрти, па излази ноћу из свог гроба и обилази кућу својих родитеља.[2] Овај опис дрекавца је веома сличан опису јауда, нава, некрштенца, плакавца и свирца;
  - У Гружи се сматрало да је дрекавац чупаво биће с издуженим, пругастим тијелом вретенастог облика и са великом главом на танком врату, које ноћу лети и дречи. За ово биће се сматрало да је то душа умрлог некрштеног дјетета;[1]
- Такође, у неким предањима се спомиње да је дрекавац демонско биће прекривено дугим крзном по коме непрестано гази и због тога дречи. Ово биће има способност да мијења свој облик;[1]
- У јужној и источној Србији дрекавац је описиван као биће слично псу који хода на двије ноге;
- У околини Ариља се сматрало да је дрекавац (тј. дрекало, како га овдје називају) биће са дугим ногама, дугим вратом и мачјом главом;[1]
- У Средечкој Жупи се сматрало да је дрекавац биће са једном ногом и очима које свијетле као лампа;[1][9]
- На простору Драгачева и у околини Пријепоља и Лешака се сматрало да је дрекавац (тј. дрек, како га овдје називају) приказа која се ноћу појављивала у облицима разних животиња (нпр. мачке, пса, птице, шареног ждријебета, итд.);[1][10]
- У околини Бајине Баште се сматрало да је дрекавац човјеколико биће са козјим ногама.[11]

За дрекавца се у предањима спомиње да се гласа застрашујућим крицима (сличним дјечјем плачу, вучјем завијању, мекетању јарца, мијаукању мачке или крештању птица) са којима може да оглуви особу. Такође се спомиње да има велике оштре нокте на прстима који су слични канџама. Дрекавац се јако плаши дневне светлости и паса, и једино се може сусрести ноћу док се шета по гробљима и шумама у периоду између поноћи и свитања. Најчешће га се може срести у периоду тзв. "некрштених дана" (тј. у дане од православног Божића до Богојављења) кад је најопаснији по људе. Дрекавац не може бити уништен све док његова душа не нађе свој мир. Дрекавци према народном вјеровању насељавају јаме, пећине, горе, шуме, баре, ријеке и врбаке.
Према предањима дрекавац напада људе који се касно у ноћи затекну у близини гробља или шуме тако што им он скочи на леђа, тјера их да га носе на леђима и да ходају по цијелу ноћ свуда унаоколо све док се први пијетлови не огласе. Уколико се жртва не покори његовим захтјевима, дрекавац је изгребе и почупа својим ноктима. Кад се огласе први пијетлови, дрекавац своју уморну и збуњену жртву одгурне поред пута или шуме, и остави је да ондје лежи. Овај опис понашања дрекавца је веома сличан понашању караконџуле. Такође, у неким крајевима се вјерује да дрекавци знају нападати људе који се касно у ноћи затекну у близини воденица, бара, ријека или врбака, и да их тамо одвлаче у вирове гдје их даве, што је веома сличан понашању водењака.
У неким крајевима се вјерује како је дрекавац вјесник лоших догађаја, и да је сама његова појава и дрека најављује смрт неке особе (кад се појављује у људском облику) или стоке (кад се појављује у животињском облику), избијање рата, пожара или појаву смртоносних, заразних болести код људи и стоке. У неким крајевима се пак вјерује да ако сјена дрекаваца падне на неку особу, да ће та особа обољети од неке неизљечиве болести и убрзо умријети. Такође се вјерује да дрекавац има способност да се појави у сновима гдје прогања особу која га сања, а понекад зна је и давити у сну.
Иако је дрекавац само митолошко биће из народни предања, још увијек постоје људи који и даље вјерују у постојање овог створа. Са дрекавцем су се некада плашила мала дјеца, но касније су ту улогу у народним предањима преузели бабарога и баук.

### Дрекавац из модерног доба
Описи дрекавца који су се појавили у модерном добу се умногоме разлукују од описа дрекавца у народним предањима. Међу описима из модерног доба су:
- Опис у коме је налик на звијер сличну псу са црним или сивим крзном;[20][21]
- Опис у коме је налик на звијер која сличи псу са змијоликом главом, дугим очњацима и дугим вратом, са кожом без длаке, и са дугим задњим ногама које сличе ногама кенгура, са кожицама између прстију;[22]
- Опис у коме је налик на велику, чудну птицу која испушта застрашујуће крике и лети нечујно кроз ваздух. Ово биће има велике очи и округлу главу са лицем које је слично дјечјем са малим, широким носом;
- Опис у коме је налик на биће које има дуго тијело слично мачки и дуги реп као у вјеверице, а на глави има шаре сличне шарама на лицу медвједа панде;[23]

## Хронологија сусрета са овим бићем и виђења

### 1990-e
- 9. децембра 1992. године у медијима се наводи како су сељани из мјеста Крвавица код Крушевца убили и закопали остатке непознате животиње која се појавила у њиховом крају. Према њиховим мишљењу радило се о здрекавцу (тј. дрекавцу). Та животиња је била дуга око 80 cm, прекривена са кожом без длаке. Имала је змијолику главу са оштрим зубима, дугим очњацима, дуги врат, дуге задње ноге сличне ногама код кенгура и кожице између прстију;[22][24][25][26]
- Крајем 1990-их година у медијима се говорило о томе како се дрекавац појавио на обалама Сребрног језера у близини Великог Градишта, и да тамо напада и плаши људе;[27][28]

### 2000-e
- 20. октобра 2003. године у новинама "Глас јавност" је објављен чланак у ком се наводи како је у Тометином Пољу, мјесту испод Дивчибара, непозната звијер слична псу (за коју неки мјештани сумњају да се ради о дрекавцу) у периоду од двије и по године заклала више од 200 оваца. Такође се наводи како су се у том крају ноћу чули непознати застрашујући крици;[20]
- 17. маја 2008. године у новинама "Вести" је објављен чланак у ком се наводи како је у мјесту Салаш Ноћајски, у близини Сремске Митровице, непозната звијер у периоду од два мјесеца заклала више од 60 оваца и коза, као и више од 100 кокошака и друге перади;[29]
- 6. децембра 2009. године у новинама "Прес" је објављен чланак у ком се наводи како се дрекавци појавили у мјесту Бурово код Лазаревца. Према опису свједока ова мала и бучна бића имају дуго тијело слично мачки и дуги реп као у вјеверице, а на глави имају шаре сличне шарама на лицу медвједа панде;[23]

### 2010-e
- 28. марта 2010. године новине "Вести" су објавиле чланак у ком се наводи како су сељани из Пољаница код Врања убили непознату звијер тешку, како се наводно тврди 70 килограм, за коју неки сумљају да се ради о дрекавцу. Такође се наводи да је ова звијер нападала и убијала стоку;[30]
- 13. маја 2011. године у емисији "Експлозив" (на програму "ТВ Прве") је објављен прилог у ком се наводи како се у селу Својново код Параћина ноћу чују језиви крици за које неки мјештани вјерују да их ствара дрекавац. Такође се наводи да су неки мјештани у току ноћу видјели неку непознату велику птицу;[31]
- 5. октобра 2011. године у медијима се наводи како се у околини Дрвара ноћу чују језиви крици за које неки мјештани вјерују да их ствара дрекавац. Такође се наводи да је у околици виђено непознато биће прекривено црним крзном, и да је један локални полицајац наводно пуцао у неку непознату животињу;[32][33]
- 5. септембра 2012. године у новинама "Курир" је објављен чланак у ком се наводи како је у близини мјеста Полача код Книна пронађена распаднута предња нога непознате животиње, која је наводно сличила људској руци прекривеној са тамном длаком, и да се ради о руци дрекавца;[34]
- 30. септембра 2013. године у новинама "Дневни аваз" је објављен чланак у ком се наводи како се у засеоку Кантари, у селу Горња Драготиња код Приједора, ноћу чују језиви крици за које неки мјештани вјерују да их ствара дрекавац;[35]
- 27. марта 2014. године у новинама "24 сата" је објављен чланак у ком се наводи како се у мјесту Црнча код Дервенте, ноћу чују језиви крици за које неки мјештани вјерују да их ствара дрекавац. Такође се наводи да су неки мјештани ноћу видјели неко непознато биће које се кретало на четири ноге;[36]
- 23. марта 2015. године у новинама "Ало" је објављен чланак у ком се наводи како се у мјесту Корићани код Крагујевца, ноћу чују језиви крици за које неки мјештани вјерују да их ствара дрекавац. Такође се наводи да су неки мјештани видјели неко непознато биће;[37]
- 16. октобра 2015. године у новинама "Курир" је објављен чланак у ком се наводи како је у шуми на падини планине Кукавице код Лесковца, непозната звијер напала и озлиједила двоје људи. Такође се наводи да је та животиња испуштала чудне крике;[38]
- 9. марта 2017. године у новинама "Вечерње новости" је објављен чланак у ком се наводи како је у селима Маглајани, Мрчевци и Петошевци у близини Лакташа непозната звијер, за коју мјештани сумњају да се ради о дрекавцу, заклала неколико оваца. Такође се наводи да је та звијер провалила у један голубињак у ком је убила неколико голубова;[39]
- 8. маја 2018. године у емисији "Експлозив" (на програму "ТВ Прве") је објављен прилог у ком се наводи како се у селу Врановац код Јагодине ноћу чују језиви крици за које неки мјештани вјерују да их ствара дрекавац. Такође се наводи да су неки мјештани видјели неку непознату животињу;[40]
- 20. септембра 2018. године у новинама "Информер" је објављен чланак у ком се наводи како је у околини мјеста Дебељача појавила непозната сива звијер слична псу, за коју неки мјештани сумњају да се ради о дрекавцу. Такође, усликане су двије фотографије на којима се јасно види ова непозната звијер;[21]

## Могуће објашњење овог криптида/митолошког бића
Дрекавац је митска измишљотина из забити ... Све је то типично за мале забачене средине које су прошаране вишедесетљетним традицијама - причама о митским бићима које оживљавају свако толико времена ... Сваки крај има своје легенде или чудновату животињу карактеристичну за своје подручје. Ако се ради о дуговјечном миту, свако мало ће се појавити нетко тко ће га освјежити. Такођер, приче о звијерима могу кренути спонтано. Нетко види неку чудни животињу и онда крену приче.— Драго Плечко (хрватски алтернативац и истраживач рубних научних дисциплина), о дрекавцу у свом интервју из 2011. године за "Дневно.хр"
Постоји неколико могући објашњења овог митолошког бића:
1. Што се тиче случајева у којима појединци наводе да их је наводно дрекавац нападао и давио у сну, ради се о халуцинацијама везаним за феномен парализе сна;
2. Што се тиче случајева гдје су људи чули љима непознате звукове у току ноћи, могуће објашњење су крици које испуштају животињске врсте које су активне ноћу, као на примјер: риђа лисица, европски шакал, обични рис, кукувија и букавац;[42]
3. Што се тиче случајева у којима појединци видјели дрекавца и описали свој сусрет са љим, могуће објашњења су:
  1. У случајевима гдје је описан као животиња слична псу, могуће је да су то: црвена лисица, сиви вук или европски шакал;[20][21], као и пси луталице;[20]
  2. У случају из села Својново, могуће објашњење су врсте сова које настањују подручје Балкана, од којих је најближа овом опису кукувија;
  3. У случају из мјеста Бурово, могуће објашњење је мрки твор или шумски пух;
  4. У случају распаднутих остатака непознате животиње пронађеног у мјесту Крвавица, радило се о остацима црвене лисице;[43]
  5. Такође, у поједине случајевима се ради и о догађаји којима је узрок људски фактор. Могуће је да се ради о преварама са којима су се појединци покушавали нашалити са другима и/или их преплашити[44], као и то да се ради и о измишљеним причама од стране медија;
4. Што се тиче случајева у којима се наводи да је дрекавац нападао и убијао стоку, могуће објашњење је то да се радило о нападима које су могли учинити пси луталице или неки од европски предатора, као што су: црвена лисица, европски шакал, обични рис или сиви вук.[20]

- гласање европске црвене лисице (примјер бр. 1)
- гласање европске црвене лисице (примјер бр. 2)
- завијање европског шакала
- гласања кукувије
- гласања букавца небогледа

## У популарној култури

### У књижевности
Ту се, кажу, крије страшно чудовиште дрекавац, које за кишовитих ноћи својом продорном дреком испуњава читав крај.— Бранко Ћопић, "Орлови рано лете"
- У нашој домаћој књижевности се могу пронаћи нека дјела у којима се спомиње дрекавац.
  - Тако се у дјелима Бранка Ћопића дрекавац спомиње у краткој причи Храбри Мита и дрекавац из рита (из збирке приповједака У свијету медвједа и лептирова)[42], у роману Орлови рано лете[45], и у књизи Делије на Бихаћу.
  - Такође дрекавац се спомиње у књизи Милована Глишића под називом Приповетке, у књизи Данијела Јовановића под називом Северна капија: Духови прошлости[46], у књизи Нинослава Митровића под називом Глуво доба[47], у књизи Милисава Поповића под називом Заборављена гора, и у роману Жике Лазића под називом Армоникаш: шебој против невидовних сила.
- Британски писац Ендру Батлер је објавио 2016. године роман под именом "Дрекавац".
- Дрекавац се спомиње у књизи америчког писца Л. К. Крега Бјели сокол: Полијетање (енгл. The White Falcon: Taking Flight).

### У музици
- Српски рок-метал бенд Хорор Пикник је објавио 2013. године пјесму под именом "Дрекавац".
- Музички састав С. А. Р. С. је у склопу свог албума "Иконе поп културе" (из 2014. године) објавио пјесму под именом "Дрекавац".
- Фински хард рок бенд Лорди је 2023. године у склопу свог албума Лордивертити објавио пјесму под именом "Дрекавац".

### У филмовима и серијама

#### У домаћој кинематографији
У домаћим кинематографији са простора бивше Југославије, дрекавац се спомиње у сљедећим филмовима и серијама:
- у филму "Лепа села лепо горе",
- у филму "Орлови рано лете" (који је екранизација истоименог романа Бранка Ћопића),
- у кратком хорор филму/мјузиклу хрватског режисера Ивана Мокровића "Дрекавац" из 2014. године[48]
- у 42. епизоди серије "Село гори, а баба се чешља",
- у серији Државни посао,
- и у осмом филму из серијала "Добро јутро, комшија",[49] као и у 15. епизоди прве сезоне истоимене серије.[50]

#### У страној кинематографији
У јапанској аниме серији "Lord Marksman and Vanadis" (јап. 魔弾の王と戦姫 | Madan no Ō to Vanadīsu), базираној на истоименом манга роману јапанског аутора Тсукаса Кавагучија, се појављује лик по имени Дрекавац (јап.  |Dorekavaku), који је у овој серији један од главних антагониста. У серији је приказан као бесмртни демон прерушен у ниског старца са деформисаним лицем, обученог у бијеле хаље са бијелим плаштом.

### У друштвеним играма и у видео-играма

#### У друштвеним играма
- У српској карташкој игри "Извори магије" постоји око двадесетак различитих карата на којима се појављује дрекавац[12].
- У "Dissension" сету стратешке карташке игре "Magic: The Gathering", постоји карта на којој се појављује дрекавац у виду чудновате звјери[52].
- Такође дрекавац се појављује у друштвеној игри "Pathfinder Roleplaying Game" у виду унакажене звијери која је способна да се претвори у облак магле[53].

#### У видео-играма
- Изглед и понашање чудовишта Бочлинга, из видео-игре "Witcher 3", је једним дјелом базирано на дрекавцу;
- У видео-игри "Diablo 3" дрекавац се појављује у виду велике распаднуте животиње са жутом ауром, која предводи групу чудовишних животиња;
- У видео-игри "Devil May Cry" дрекавац се појављује у виду моћног човјеколиког демона са црвеном маском на лицу, који је наоружан са мачевима и има способност да се телепортира;[54]
- У видео-игри "EVE Online" дрекавац је назив за тип свемирски бродова[55][56];
- Дрекавац се такође појављује у видео-игри "Final Fantasy XI".[57]

#### Остало
- Дрекавац се спомиње у истоименој драмској представи ауторке и сценаристкиње Маје Тодоровић, и у режији Милене Павловић[58]
- На такмичењу за најљепшу поштанску маркицу Европе у 2022. години, ЈР "Поште Србије" је послала маркицу у вриједности од 85 динара са ликом дрекавца осликаном на њој.[59]